# Any Internacional dels Esculls de Corall

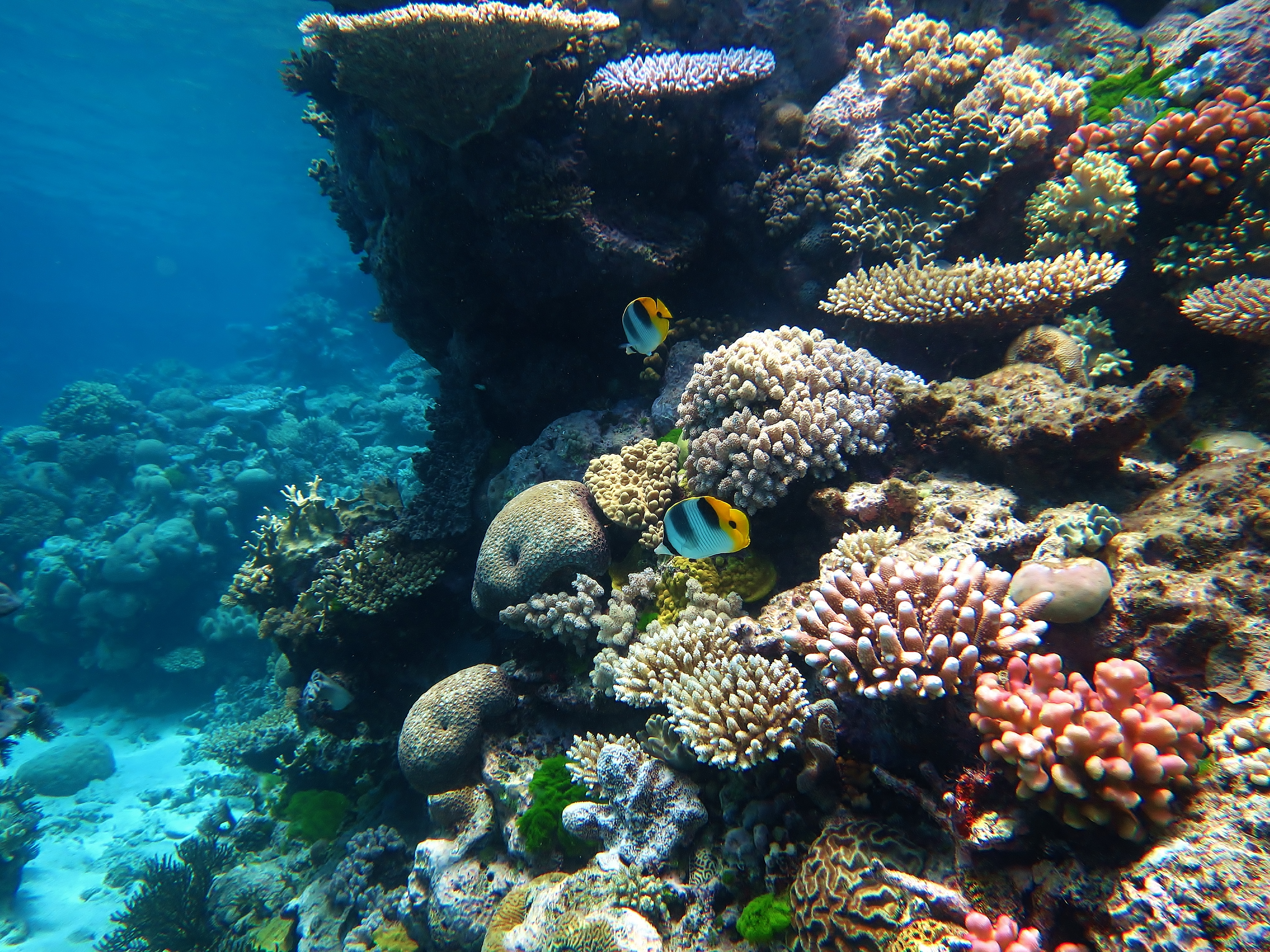
Gran barrera de corall

L'Any 2018 ha estat declarat l'Any Internacional dels Esculls de Corall pel Programa de les Nacions Unides per al Medi Ambient. Els esculls de coral són en l'actualitat un dels ecosistemes més amenaçats del planeta, com a resultat tant del canvi climàtic, que va desencadenar l'episodi de blanqueig coral·lí entre 2014 a 2016 (el més important des que es tenen registres), com de l'impacte de l'acció humana. En les últimes tres dècades, la meitat dels corals del planeta ha mort a causa de l'augment de la temperatura de l'aigua i l'acidificació dels oceans. Altres amenaces per als esculls de corall són la contaminació amb nutrients, sediments i plàstics i la sobrepesca.
Aquest serà el tercer Any Internacional dels Esculls de Corall, precedit pel 1997 i 2008, cadascun dels quals va aconseguir grans resultats per a la salut dels esculls. El 1997, els esculls van patir el primer esdeveniment global de decoloració, que va durar fins al 1999 i va matar el 16 per cent dels esculls a tot el món. Aquest any, els esdeveniments es van dur a terme en 50 països d'arreu del món i van donar com a resultat la formació de noves àrees marines protegides i organitzacions centrades en els esculls. Deu anys més tard, la Iniciativa Internacional per als Esculls de Coral va constatar que encara era necessari educar la ciutadania sobre els corals i va instar a un canvi de polítiques per a la conservació i el maneig dels esculls. Es va declarar el segon any internacional dels Escull, amb la participació de més de 65 països.

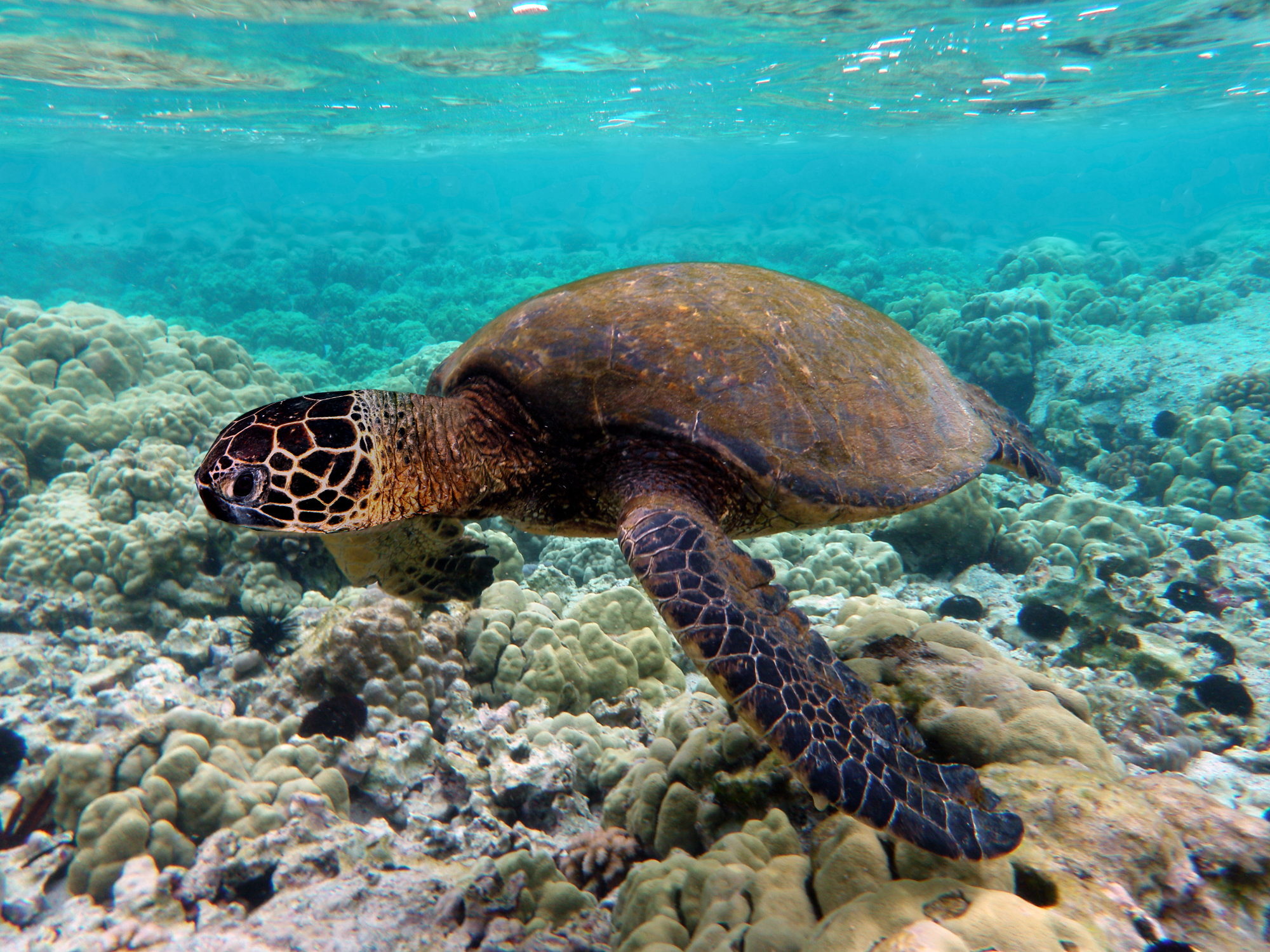
Els esculls de corall són en l'actualitat un dels ecosistemes més amenaçats del planeta

El tercer Any Internacional dels Esculls s'ha iniciat amb una crida del primer ministre de Fiji i President de la conferència de les Nacions Unides per al canvi climàtic (COP23), Frank Bainimarama, a enfortir els esforços col·lectius per protegir els esculls de corall, un dels ecosistemes més diversos i importants de la Terra.
L'Any Internacional dels Esculls (IYOR 2018 per les seves sigles en anglès) s'ha dissenyat per crear consciència sobre la importància dels esculls de coral i l'ecosistema associat, així com les amenaces a què s'enfronten. L'any internacional també s'ha planificat per promoure associacions entre els governs, el sector privat, el món acadèmic i la societat civil, i compartir així informació sobre les millors pràctiques per a la gestió sostenible dels esculls de coral.
La declaració d'aquest tercer any també ha comportat la protecció de grans extensions del Gran Escull Marí de Fiji com a lloc Ramsar, en un esforç per protegir-lo de amenaces com el canvi climàtic, la indústria, la contaminació química i les aigües residuals procedents d'assentaments urbans propers. Un lloc Ramsar es designa en virtut d'un tractat internacional com una zona humida important per a la conservació de la diversitat biològica mundial, i també per al sosteniment de la vida humana. Segons la convenció, les zones humides estan àmpliament definides i inclouen àrees com ara els esculls de coral.